# نايل ماسون
نايل ماسون (بالإنجليزية: Niall Mason)‏ (10 يناير 1997 في المملكة المتحدة - ) هو لاعب كرة قدم بريطاني في مركز الدفاع. يلعب في نادي معيذر القطري.

## وصلات خارجية
- نايل ماسون على موقع قاعدة بيانات كرة القدم.إي يو (الإنجليزية)
- نايل ماسون على موقع Soccerway.com (الإنجليزية)